# Киборг-ниндзя
«Киборг-ниндзя» (оригинальное название — 未来忍者, «Будущий ниндзя») — японский кинофильм.

## Сюжет
Далёкое будущее или альтернативное прошлое. Тёмные силы при помощи армии роботов истребляют людей. В одной из битв у молодого самурая пропадает без вести его старший брат. Тем временем, чтобы на Землю явился Тёмный Повелитель, тёмными силами похищается принцесса одного из кланов людей. Душа и тело принцессы будут использованы для возрождения Тёмного Повелителя. Маленький отряд людей под руководством сурового наёмника отправляется в крепость тёмных сил выручать принцессу. По дороге к ним присоединяется таинственный киборг-ниндзя, жаждущий вернуть у тёмных сил своё тело и душу. В самом конце умирающий молодой самурай узнает в киборге-ниндзя своего давно пропавшего брата. Наёмник и киборг-ниндзя освобождают принцессу и успевают покинуть на летающем корабле крепость темных сил прежде, чем она разрушена выстрелом из огромной пушки, сконструированной людьми клана Принцессы. Убедившись, что Принцесса и наемник следуют по безопасному пути, кибер-ниндзя покидает их и исчезает.

## Стилистика фильма
Стилистика фильма является смешением тем ниндзя и средневековой Японии (внешний облик оружия и костюмы героев стилизованы под старояпонские), а также киборгов. Несмотря на кажущуюся несовместимость, это довольно распространённый ход в фантастических японских фильмах, заимствованный из некоторых сериалов аниме. Почти все отрицательные персонажи фильма также выдержаны в «классических» для такого рода кино подчёркнуто «ужасных» и бесчеловечных злодеев и киборгов. Настрой фильма довольно мрачен: так, в нём убивается довольно много людей.

## Съёмочная группа
- режиссёр — Кэйта Амэмия;
- сценарий — Кэйта Амэмия, Хадзимэ Танака, Сатоси Китахара;
- продюсеры — Кэйдзи Такаги, Карл Мацек, Масая Накамура;
- оператор — Кацуо Сагава;
- композитор — Коити Ота;
- художники — Акихико Такахаси, Хироми Корино, Ясуко Оносэ;
- монтаж — Коити Сугисава.

## В ролях
- Хамбэй Каваи — Акаги
- Хироки Ида — Дзиромару
- Эри Морисита — Принцесса Саки
- Макото Ёкояма — Сирануи
- Фуюкити Маки — Кадзивара
- Масааки Эмори — Dark Overlord
- Сёхэй Ямамото — Raimei Dark Bishop
- Сато Анада — Young Warrior
- Тикара Арагаки — Young Warrior
- Сатоси Ито — Hiu-Kaku / voice of Shiranui
- Хадзимэ Ивасаки — Young Warrior
- Хироаки Мита — Сёки, озвучка
- Каори Нитами — Woman Warrior
- Хироми Сайто — Woman Warrior
- Хидэки Сасаки— Ninja-Roid, озвучка
- Киитиро Тай — Young Warrior
- Мидзухо Ёсида — Сёки